# Allognosta
Allognosta är ett släkte av tvåvingar. Allognosta ingår i familjen vapenflugor.

## Dottertaxa tillAllognosta, i alfabetisk ordning[1]
- Allognosta albifascia
- Allognosta annulifemur
- Allognosta assamensis
- Allognosta basiflava
- Allognosta brevicornis
- Allognosta burmanica
- Allognosta bwamba
- Allognosta caloptera
- Allognosta crassa
- Allognosta crassitarsis
- Allognosta flavimaculata
- Allognosta flavofemoralis
- Allognosta flavopleuralis
- Allognosta fuscipennis
- Allognosta fuscitarsis
- Allognosta inermis
- Allognosta japonica
- Allognosta lativertex
- Allognosta maculipleura
- Allognosta maxima
- Allognosta nigripes
- Allognosta njombe
- Allognosta obscuriventris
- Allognosta orientalis
- Allognosta partita
- Allognosta philippina
- Allognosta platypus
- Allognosta pleuralis
- Allognosta pluchella
- Allognosta rufithorax
- Allognosta shibuyai
- Allognosta sichuanensis
- Allognosta stigmaticalis
- Allognosta stuckenbergae
- Allognosta tessmanni
- Allognosta vagans
- Allognosta varians